# Ce jour heureux est plein d'allégresse
Albums de Ludwig von 88
Houlala 2 : La Mission
(1987) Tout pour le trash
(1992)
Ce jour heureux est plein d'allégresse est le troisième album studio du groupe de punk rock français Ludwig von 88, paru en 1990.

## Réception
L'album est cité dans l'ouvrage de Philippe Manœuvre, Rock français : De Johnny à BB Brunes, 123 albums essentiels.

## Liste des pistes
1. Sous le soleil des tropiques
2. Ce jour heureux est plein d'allégresse
3. Nous sommes des babas
4. Dans le jardin d'Allah
5. Cassage de burnes
6. CS 137
7. Intelligence
8. Krawa pecho
9. Zambèze
10. New Orleans
11. Vanessa und Florent
12. Poussière d'empire
13. Paris brûle-t-il ?
14. Kaliman
15. Intelligence (Boulez mix)
16. Ce jour heureux est plein d'allégresse (Scout mix)
17. Paris brûle-t-il ?
18. Kaliman dub
19. Vanessa und Florent (LSD mix)

La version 33t de l'album comprend les pistes 1 à 14. Les versions CD et K7 comptent en plus les pistes 15 à 19.